# Peter van Paassen
Peter van Paassen (Den Haag, 20 december 1978) is een Nederlands voormalig basketballer. Van Paassen speelde op de centerpositie.  Daarnaast is hij voormalig international voor het Nederlands basketbalteam. Peter van Paassen, geeft tegenwoordig les op de Hogeschool van Amsterdam aan de opleidingen Sportkunde en ISMB. 

## Carrière
Van Paassen kende zijn beste jaren in Amsterdam met MyGuide Basketball. Met het team pakte hij in 2008 en 2009 de landstitel en in deze jaren werd hij ook benoemd tot MVP van de basketbal Eredivsie. In 2009 tekende Van Paassen bij de EiffelTowers Den Bosch. In het seizoen 2010/2011 was hij verhuurd aan Dexia Mons-Hainaut uit België, om het jaar daarop weer voor EiffelTowers te spelen. In 2012 pakte hij nogmaals het Nederlands kampioenschap met Den Bosch.
Op 20 augustus 2013 zette Van Paassen een punt achter zijn loopbaan. In seizoen 2015/2016 is Van Paassen assistent-coach bij BC Apollo Amsterdam. Tegenwoordig geeft hij commentaar bij de NBA voor ESPN.

## Nederlands team
Van Paassen speelde 64 wedstrijden voor het Nederlands nationaal basketbalteam. Hij maakte zijn debuut in 1996 onder bondscoach Toon van Helfteren in een wedstrijd tegen Israël.

## Erelijst
Nederland
- 3x Landskampioen (2008, 2009, 2012)
- 1x NBB Beker (2006)
- 2x Dutch Basketball League MVP (2008, 2009)
- 2x DBL All-Star Team (2008, 2009)
- 4x All-Star (2007, 2008, 2009, 2010)

 België
- 1x Landskampioen (2002)
- 1x Beker van België (2011)

## Statistieken
Dutch Basketball League
| Jaar    | Team      | GS | MPW  | 2P%  | 3P%  | VW%  | RPW | APW | SPW | BPW | PPW  |
| ------- | --------- | -- | ---- | ---- | ---- | ---- | --- | --- | --- | --- | ---- |
| 2008–09 | Amsterdam | 48 | 22.0 | .596 | .333 | .810 | 6.5 | 1.7 | 1.1 | 0.2 | 12.6 |
| 2009–10 | Den Bosch | 30 | 22.8 | .554 | .000 | .757 | 5.9 | 1.3 | 0.5 | 0.2 | 11.3 |
| 2011–12 | Den Bosch | 32 | 15.9 | .493 | .667 | .747 | 4.8 | 0.8 | 0.7 | 0.2 | 7.0  |
| 2012–13 | Den Bosch | 40 | 13.9 | .514 | .500 | .789 | 3.4 | 1.0 | 0.5 | 0.3 | 6.9  |